# Micryletta
Micryletta – rodzaj płazów bezogonowych z podrodziny Microhylinae w rodzinie wąskopyskowatych (Microhylidae).

## Zasięg występowania
Rodzaj obejmuje gatunki występujące od południowo-wschodnich Indii, południowych Chin i Tajwanu do Malezji Zachodniej i Sumatry; także na Nikobarach i Andamanach należących do Indii.

## Systematyka

### Etymologia
Micryletta: rodzaj Microhyla Tschudi, 1838; nowołac. przyrostek zdrabniający -etta.

### Podział systematyczny
Do rodzaju należą następujące gatunki:
- Micryletta aishani Das, Garg, Hamidy, Smith & Biju, 2019
- Micryletta dissimulans Suwannapoom, Nguyen, Pawangkhanant, Gorin, Chomdej, Che & Poyarkov, 2020
- Micryletta erythropoda (Tarkhnishvili, 1994)
- Micryletta hekouensis Liu, Hou, Mo & Rao, 2021
- Micryletta immaculata Yang & Poyarkov, 2021
- Micryletta inornata (Boulenger, 1890)
- Micryletta lineata (Taylor, 1962)
- Micryletta melanops Poyarkov, Nguyen, Yang & Gorin, 2021
- Micryletta menglienica (Yang & Su, 1980)
- Micryletta nigromaculata Poyarkov, Nguyen, Duong, Gorin & Yang, 2018
- Micryletta steinegeri (Boulenger, 1909)
- Micryletta subaraji Sankar, Law, Law, Shivaram, Abraham & Chan, 2022
- Micryletta sumatrana Munir, Hamidy, Matsui, Kusrini & Nishikawa, 2020